# ポイズン (ファイナルファイト)
ポイズン（POISON）は、カプコンのアクションゲーム『ファイナルファイト』シリーズなどに登場する架空の人物。

## 人物
見た目はロングヘアで派手な顔立ちのグラマーな美女だが、性別は不明（これについては後述）。警察帽を被り、タンクトップとホットパンツを着用した露出度の高いパンク・ファッションに身を包んでいる。初代『ファイナルファイト』にはポイズンの色違いキャラクターのロキシー（ROXY）が登場する。
ロサンゼルスの孤児院で育ち、メトロシティの犯罪集団「マッドギア」の構成員となる。コーディーたちによってマッドギアが壊滅された後の時間軸となる『ストリートファイターIII』（以下『ストIII』）シリーズでは、同じく元・構成員であるヒューゴーのプロレスラー転向を聞きつけマネージャーを申し出る。
サバサバとした性格で物事を要領よくテキパキと進め、『ストIII 2nd IMPACT』では、ヒューゴーの新パートナー探しに世界をまわり、『ストIII 3rd STRIKE』では自ら新しいプロレス団体「H.W.A」（ヒュージ・レスリング・アーミー）を旗揚げするなど敏腕マネージャーとしてその手腕を発揮する。ヒューゴーは頭の回転があまり早くないため、事務的なことはポイズンが請け負っている。
マッドギア時代はメトロシティ裏通りに面したマンションに猫と一緒に住んでいたが、今はヒューゴーと世界を転々と廻っている。
『ストIII』シリーズではヒューゴーの勝利ポーズなどで姿を見せるサブキャラクターとして登場する。
『ファイナルファイト リベンジ』（以下『リベンジ』）ではアンドレ、エルガド、ダムド、エディ.Eとともに初めてプレイアブルキャラクターになる。
『ストリートファイター X 鉄拳』（以下『ストクロ』）では『ストリートファイター』側のキャラクターとしてプレイヤーキャラクターとして登場する。『ストクロ』での公式タッグパートナーはヒューゴーで、タッグ名は「ピンクモンスタータッグ」。
『ウルトラストリートファイターIV』（以下『ウルIV』）では追加プレイアブルキャラクターとして登場し、『ストリートファイター』シリーズ本編で初の正規参戦となる。
『ストリートファイターV』（以下『ストV』）のバージョンアップ作品『ストリートファイターV アーケードエディション』（以下『ストV AE』）ではエドモンド本田とルシアとともにシーズン4のDLCキャラクターとして2019年8月5日に配信された。『ストV AE』ではヒューゴーと喧嘩別れし、髪型もセミロングヘアに変更されている。
キャラクターデザインを手がけたあきまんは、「『ファイナルファイト』にセクシーなギャングキャラクターを登場させたくて、当時の洋モノファッション雑誌などを参考にデザインした。不良のカッコいいお姉さんというイメージ」と語っている。

### ロキシー
ロキシー（ROXY）は初代『ファイナルファイト』に登場するポイズンの色違いキャラクター。『カプコン クラシックス コレクション』のキャラクター紹介や『ストV』の公式ホームページ「シャドルー格闘家研究所」の「キャラ図鑑」によれば、ポイズンとロキシーは同じロサンゼルスの孤児院出身であるとされている。
『カプコン クラシックス コレクション』では元来気が弱い性格で、ポイズンの真似をして過ごしてきたとされる。
『ストV』の「キャラ図鑑」ではハスキーで特徴的な声の持ち主で無駄遣いが好きとされ、メトロシティのベイエリアで活動している。
『ストV AE』の時点ではアビゲイルが社長を務めるスクラップ会社「ABIGAIL'S SCRAP METAL」でアクセルとJと共に部下として働いている。自分たちに車を貸しておいて車が無くなったと泣き喚くアビゲイルを小馬鹿にするなど、ポイズンとは対照的に子供らしい性格。
アビゲイルのストーリーモード以外では、ポイズンのストーリーとルシアのストーリーに登場する。

### 性別の設定
ポイズン（とロキシー）の性別の設定については、「女性」とされる場合と「ニューハーフ」とされる場合があり、作品や見解によって揺れがある。
- 開発当初は性別は「女性」だったが、CAPCOM・USAから「女を殴るなどとんでもない」ということから急遽ニューハーフ設定となった[5]。
- ポイズンのデザインを担当したあきまんは、夫の暴力（DV）に苦しむアメリカの女性が『ファイナルファイト』でポイズンが殴られる場面を見て「女性への暴力を助長する」と抗議したため、カプコンが「彼女は彼だから問題ないんです」と言い訳をしたと説明している[6]。また、あきまんは「不良のカッコイイお姉さんというイメージ」「個人的な見解としてアメリカではニューハーフ、日本では女性という設定で見ている」と語っている[3]。また、2015年にあきまんは「日本では女、外国ではニューハーフです」と答えている[7]。
- 書籍によってはニューハーフ設定は本来北米仕様のもので、少なくとも日本では女性の設定のままとされている[8]。
- USA版からニューハーフという設定となった、という情報もあるが、実際には初期のキャラクターデザインのラフ画時点においてもポイズンの性別がニューハーフとされていた痕跡が見られる[9]。
- 1990年に発売された国内スーパーファミコン移植版『ファイナルファイト』の取扱説明書にはニューハーフと明記されており、三人称は「彼?」となっている。1991年に徳間コミュニケーションズから発売された攻略本『ファイナルファイト スーパーファミコン スーパーヒントブック』でもポイズンとロキシーについて「この2人は男（オカマ）です」と明記されている。
- 1991年に発売されたUSAのSNES移植版『Final Fight』では、ポイズンとロキシーは「ビリー」（Billy）と「シド」（Sid）というパンク・ファッションの男性に替えられている。リメイク版である『ファイナルファイトONE』（GBA版）の海外版も同様の措置が取られている。
- 1993年の国内ファミリーコンピュータ版『マイティファイナルファイト』にて、身なりが似ているポイズンキッス（POISON KISS）が登場している。ポイズンの「妹」で正真正銘の女性であり、「ニューハーフの兄が2人いるが、彼女もよく男と間違われる」という設定が存在する。
- 1997年に発売された『ストリートファイターIII 2nd IMPACT -GIANT ATTACK-』にポイズンがヒューゴーのマネージャーとして登場したが、作中では性別について触れられなかった。後に同作をコミカライズした中平正彦による漫画『RYU FINAL』においては、ポイズンがニューハーフとして登場している。
- 1999年に発売された『ファイナルファイト リベンジ』では初のプレイヤーキャラクターとして登場し、設定上も完全な「女性」として扱われている。
- 2006年に発売された『SNK VS. CAPCOM カードファイターズDS』におけるポイズンのカードテキストでは、「ドコにナニを入れてどうすればああなるのかはまったくの謎だが、とりあえずれっきとしたオトコ」「自分と瓜ふたつの、ポイズンキッスという妹がいる」として紹介されている。
- 2006年に発売された『カプコン クラシックス コレクション』のゲーム内で閲覧できる設定資料ではポイズンとロキシーのスケッチに「ニューハーフ」と付記されたものがある他、キャラクター紹介でも共にニューハーフとして紹介され、ロキシーは自身がニューハーフでいることが実は嫌だったりする旨の記述がされている。2014年に公開されたカプコン公式サイトのコンテンツ「カプコン伝説」では、ポイズンの性別設定は後付けであるため、あきまんが描いたラフスケッチの段階には書かれていないと説明されている[10]。
- 2007年にカプコンの小野義徳は「北米での公式設定は性転換手術を受けて男性から女性になった人、日本ではうまく隠して女装していることになっている」と語っていたが、2011年の東京ゲームショウでインタビューを受けた際に、小野はポイズンの性別について「カプコンの公式回答では、これまでもこれからも回答も持たない」と答えている[11]。
- 2012年に発売された『ストリートファイター X 鉄拳』で再びプレイヤーキャラクターとして登場。このゲームの公式サイトでは性別は「女性」となっており、ゲーム中の「女性キャラクターをすべて倒す」というミッションでも女性扱いの敵として登場するが、一方で吉光とジャックX、ポール、マードック、平八、クロに上記の性別変更ネタを基にした対ポイズン勝利メッセージも存在する。
- 2012年に配信された『鬼武者Soul』では性別欄に「-」と書かれており、性別が伏せられている。
- 2013年に配信された『ストリートファイター×オールカプコン』ではポイズンのステータスのタイプのひとつとして「女性」が設定されている。
- 2014年に『ファイナルファイト』の企画を手がけた西谷亮は「大人の事情があると思うが、作者としての個人的感想は女性」と答えている[12]。
- 2019年に『ストV』のDLCキャラクターとしてポイズンが配信されたが、SHOPを担当する火引百合子がポイズンの性別を訝しんでいる他、シャドルー基地ステージ「Lair of the Four Kings」でポイズンがモニターに叩きつけられた際のキャラクターデータにて、性別の欄が「Unknown」（不明）と表示される。

## 『ファイナルファイト』でのポイズン
『ファイナルファイト』では複数登場するザコ敵キャラクター。髪の色により分類され、ピンク色がポイズン、オレンジ色がロキシー。
ロキシーは1面の終盤から登場するが、ポイズン自身は2面以降から登場する。バック転や宙返りで登場し、プレイヤーの技を避けるなど身軽に動き回り、ビンタや蹴り技を繰り出してくる。

## 『ファイナルファイト リベンジ』でのポイズン
シリーズ初の3D対戦型格闘となり、初めてプレイヤーキャラクターとなる。ストーリーが『ファイナルファイト』と繋がっているため、マッドギア残党として再登場。本人のエンディングでは囚人服姿のコーディーに面会しに来ている。

### 技の解説

#### 必殺技
キャットクロー
真上に飛び上がりながら攻撃する対空技。
ハンドカフ
手錠を投げ、食らった相手は一定時間行動不能になる。
シーフ's ウィップ / ウィップ
鞭による攻撃。この技を使って相手の持つアイテムを奪うことが可能。セガサターン版で技名が変更された。

#### スーパームーブ
ポイズンキス
投げキッスを飛ばし、食らった相手を気絶させる。
サンダーウィップ
鞭を振り回しながら垂直上昇する。

## 『ストリートファイター』シリーズでのポイズン
『ストクロ』と『ウルIV』では飛び道具や対空技を持ち、派生技もあり、動きが速い。また、『リベンジ』と同様に戦闘時に鞭を使用するが、そのリーチは短くなり、通常攻撃でも使用する。
『ストV AE』ではスタイルが大きく変化し、飛び道具が無くなったが、使用する鞭が『リベンジ』並に長くなったので必殺技のリーチは伸びている。

### 技の解説

#### Vシステム
パワーコード
Vリバーサル。鞭を振り回して反撃する。
デンジャーゾーン
Vシフトブレイク。

##### Vスキル
パフュームスイング[I]
画面上部に鞭を伸ばし、ぶら下がって前方に移動する。技後はジャンプ攻撃を出せる。
カートウィール[II]
側転で前進する移動技。側転中にボタンをホールドすることで蹴り上げに移行する。蹴り上げは必殺技でキャンセル可能。

##### Vトリガー
ポイズンカクテル[I]
必殺技「ファイアスコール」が使用可能になる。
トキシックグラマー[II]
必殺技「トキシックホールド」「トキシックバインド」が使用可能になる。

#### 投げ技
スラップショット
相手の胸倉を掴み、連続でビンタをする。
フランケンシュタイナー
両脚で相手の首を挟み、後方に倒れ込む勢いで投げ飛ばす。

#### 特殊技
エルボードロップ
低くジャンプしつつ肘落としをする。しゃがみガード不可。
バックフリップ
バック転で攻撃を回避する。
スラッシュウィップ
『ストV AE』で追加。ジャンプ中に鞭を真横に振る。
スラップ&スマッシュ
『ストV AE』で追加。ジャンプ中パンチ→ジャンプ強パンチの連撃。相手を地面に叩き落す。
スラップ&スラッシュ
『ストV AE』で追加。ジャンプ中パンチ→スラッシュウィップの連撃。相手を大きく吹き飛ばす。

#### 必殺技
ウィップオブラブ
前方へ踏み込みながら鞭で叩く。3回まで連続入力可能で、EX時は最後に踵蹴り上げで相手を浮かせる。
『ウルIV』のオメガエディションでのEX版は最初の一撃がヒットすると鞭で叩く連続攻撃となり、電撃を伴いスタン値が上昇する。
アバントライン
『ストV AE』で追加。鞭を斜めに振り回し、ヒットすると連続して鞭を振るう。
ハートレイド
『ストV AE』で追加。相手に背を向け鞭を構え、ボタンに対応した位置に鞭を振る。コマンド入力後ボタンをホールドし続けると構えを維持でき、構え中は前後への移動も可能。EX版は同時押しするボタンの組み合わせで弱中強の使い分けが可能。
エオルスエッジ
鞭を振るって衝撃波を放つ。ボタンが強くなるにつれて衝撃波が大きくなり射程が非常に短くなる（弱では画面端まで消えず、強では2歩分の距離）。
『ウルIV』のオメガエディションでは溜め撃ちができ、2ヒットとなる。
キスバイゴッデス
逆立ちしながら開脚回転蹴りで相手を浮かせ、そのまま脚を閉じながらドリルのように上昇する。
『ウルIV』オメガエディションではバク宙で蹴り上げてから回転蹴りに移行する。
ラブミーテンダー
前方へ低く一回転ジャンプしつつ踵落としで攻撃する。『ストクロ』と『ウルIV』ではヒットしたあと、キックボタンで太ももで首を挟んで投げ飛ばす投げ技に派生する。
アセンション / ショッキングヒール
技名は前者が『ウルIV』、後者が『ストV AE』でのもの。『ウルIV』のオメガエディションから追加された。蹴り上げを行う浮かせ技。ヒット後はジャンプ攻撃などで追撃が可能だが、『ストV AE』では特定の必殺技でのみ追撃が可能。
ハニートラップ
『ウルIV』のオメガエディションにて使用可能。投げキッス（ハート）を飛ばす対空系の飛び道具。ダメージは非常に少ないが、スタン値が非常に高い。
EX版はヒットすると必ず相手を気絶させる。
ファイアスコール
Vトリガー[I]発動中に使用可能。火炎瓶を放物線上に投げる飛び道具。火炎瓶は落ちるとその地面はしばらく炎上し続け、そこに相手が触れると回復可能なダメージを与える。
トキシックホールド / トキシックバインド
Vトリガー[II]発動中に使用可能。「トキシックホールド」は近距離で相手を鞭で絡め取り、相手を飛び越えた勢いで投げ飛ばす。「トキシックバインド」は遠距離で鞭を真横に振り、相手を捕らえると大きく振り回して投げ飛ばす。

#### スーパーコンボなど
サンダーウィップ
『ウルIV』のスーパーコンボ。鞭を振り回し、横回転しながら2回上昇する。『リベンジ』の同名の技と軌道が違う。
ラブストーム
「エオルスエッジ」の衝撃波がヒットすると、「ラブミーテンダー」で追い討ちし、相手の頭を足で地面に叩きつけて連続で鞭で叩く。『ストクロ』のスーパーアーツで、『ウルIV』のウルトラコンボI。
『ストクロ』では地面にねじ伏せた相手が見えない状態で鞭で叩きつけていたが、『ウルIV』では相手の尻を叩いている様子が見られる。
ポイズンキッス
コマンド投げ技。投げキッスをした後、2回両手でビンタし、股間を蹴り上げる。『ウルIV』のウルトラコンボII。
ラブハリケーン
鞭を横に振り、ヒットすると鞭で相手を絡め取り、引っ張り倒すと足で抑えつつ連続で鞭で叩く。『ストV AE』のクリティカルアーツ。

## 外部出演
- 『アドベンチャークイズ カプコンワールド2』では敵キャラクターとして登場する。
- 『ストリートファイターZERO』シリーズでは『ZERO』のソドムのエンディングに登場し、『ZERO2』以降はガイステージの背景に登場している。
- 『ストIII』シリーズでは『ストIII 2nd IMPACT』からヒューゴーに随伴する美人マネージャーとして登場する。
- 『鬼武者Soul』ではイベントでダムド、ソドムと共に登場し、武将として使用可能。固有技として、仲間の女性キャラクターの数が多いほど攻撃力、防御力が上昇する「ポイズン・キス」を持つ。
- 『ウルIV』ではヒューゴーやロレントらとともに追加プレイアブルキャラクターとして登場する。
- 『ストV AE』ではシーズン4のDLCキャラクターとして登場する。

### 他社とのクロスオーバー
- 『SNK VS. CAPCOM 激突カードファイターズ』全シリーズ（トレーディングカードゲーム版も含む）では、1作目ではアクションカード「マネージメント」のカードでヒューゴーと一緒に登場。ニンテンドーDS版では単一でキャラクターカードとしても登場している。
- 『SNK VS. CAPCOM SVC CHAOS』では『ストIII』シリーズと同様の登場をしており、ヒューゴーの勝利メッセージの一部はポイズンのセリフになっている。
- 『ストクロ』では『ストリートファイター』側のキャラクターとしてヒューゴーとタッグを組んで登場する。
- 『ガンスリンガー ストラトス2』では、オルガ・ジェンテインのコスチュームとしてポイズンの衣装が登場する。

## 担当声優
- 田中敦子（『ストリートファイター』シリーズ日本語版）
- 弓雅枝（『SNK VS. CAPCOM SVC CHAOS』）
- カレン・ストラスマン（『ストリートファイター』シリーズ英語版）

## その他
- 開発中止となった対戦型格闘ゲーム『カプコンファイティングオールスターズ』にプレイヤーキャラクターとして登場する予定だった[13]。